# Otto Marloh
Otto Heinrich Wilhelm Marloh (* 1. August 1893 in Hildesheim; † 20. März 1964 ebenda) war ein deutscher Offizier und Staatsbeamter. Allgemein bekannt wurde er als Angeklagter wegen Massenerschießung republikanischer Matrosen (1919) und wegen Beteiligung am Holocaust (1949).

## Leben und Tätigkeit

### Frühe Jahre
Marloh war der Sohn eines Hildesheimer Studienrats. Er hatte einen Bruder, der im Ersten Weltkrieg starb.
Marloh wurde am Gymnasium unterrichtet und entschied sich nach seinem Abitur 1912, Berufssoldat zu werden. Zu diesem Zweck trat er als Fahnenjunker in die preußische Armee ein.
Von 1914 bis 1917 nahm Marloh am Ersten Weltkrieg teil. Während des Krieges wurde er fünf Mal verwundet, darunter schwer (Verlust des rechten Unterarmes, der durch eine Prothese ersetzt wurde). Aufgrund eines Kopfschusses, den er 1914 erlitt (Tangentialschuss mit Hirnprolaps), wurde er zudem immer wieder von epileptischen Anfälle heimgesucht.
Nach dem Krieg schloss Marloh sich dem Freikorps Reinhard an.

### Weimarer Republik
Während der Novemberrevolution im Berlin der ersten Nachkriegsmonate wurde Oberleutnant Marloh im Gefolge des Schießbefehls des Reichswehrministers Gustav Noske (SPD) vom 9. März 1919 von Oberst Wilhelm Reinhard damit beauftragt, einen Löhnungsappell der republikanischen, in Auflösung befindlichen Volksmarinedivision zu verhindern. Maßgabe dabei war, „in ausgiebigstem Maße von der Waffe Gebrauch zu machen“. Daraufhin wählte Marloh nach Augenschein jeden zehnten der zusammengekommenen Soldaten zur Erschießung aus, von denen einer das Massaker überlebte. „Es wurde minutenlang auf sie gefeuert, und das Schreien und Jammern, das zu uns heraufdrang, war entsetzlich. Selbst einem Feldwebel der Regierungstruppen … traten die Tränen in die Augen. Er sagte, dass er an allen Frontteilen gekämpft und viel Fürchterliches erlebt habe, aber zu einer derartigen Henkersarbeit würde er sich nicht hergeben.“
Marloh berief sich erfolgreich auf den Noske-Schießbefehl und wurde vom Vorwurf des Totschlags freigesprochen. Mord hatte das Gericht als Tatbestand im Vorfeld abgewiesen. Das Urteil zum „Matrosenmord in der Französischen Straße 32“ wurde von den demokratischen Medien scharf kritisiert. In der Urteilsbegründung wurde festgestellt, dass die Erschießungen „objektiv unberechtigt“ gewesen seien, die Opfer, die mit Waffen gekommen waren, gültige Waffenscheine besessen hätten, „keine Plünderer dabei“ gewesen seien und die Lage Marlohs ihn nicht zum Waffengebrauch berechtigt habe. Das Gericht nahm ihm ab, dass er geglaubt habe, mit der Noske-Anweisung einen gültigen Dienstbefehl vor sich zu haben.
Zur Resonanz auf Prozess und Urteil gehörten bekannte Stimmen wie die von Kurt Tucholsky, George Grosz, Harry Graf Kessler oder Erich Mühsam (siehe unten).
1925 trat Marloh in den Stahlhelm ein.
Zum 1. Dezember 1930 schloss er sich der NSDAP an (Mitgliedsnummer 373.861). Zum 12. März 1932 schloss er sich auch der Sturmabteilung (SA), der paramilitärischen Kampforganisation der NSDAP, an. Zum 6. Juni 1932 wurde er als Stabsleiter bei der SA-Untergruppe Südholstein eingesetzt. Mit Wirkung zum 2. August 1934 wurde er in dieser Funktion vom Rang eines Truppführers unter Überspringung mehrerer Dienstränge zum SA-Sturmbannführer befördert.

### NS-Zeit
Im NS-Staat versuchte Marloh wieder Karriere zu machen.
Von seinem Posten als Stabsführer der SA-Untergruppe Südholstein wurde Marloh im Januar 1933 durch den Führer der Gruppe, Heinrich Schoene, enthoben, da er nach Schoenes Meinung bei seinem Auftreten im Dienst in unzureichendem Maße Disziplin gezeigt und so seinen direkten Vorgesetzten, den Oberführer Möhring vor der Öffentlichkeit bloßgestellt habe. Intern beurteilte Schoene Marloh auch negativ als „Stänkerer“, der den SA-Betrieb durch Kritteleien und „Wühlarbeit“ stören würde. Offiziell begründet wurde die Dienstenthebung Marlohs allerdings damit, dass dieser aufgrund seiner anderen Verpflichtungen nicht genug Zeit habe, um seine Position als Stabsleiter befriedigend ausfüllen zu können. Marlohs Widerstand gegen seine Enthebung von seinem Posten führte zu einem längeren Streit zwischen ihm und Schoene, in denen zahlreiche weitere Stellen, an die Marloh sich beschwerdeführend wandte, wie der preußische Justizminister Hanns Kerrl und Kurt Daluege eingeschaltet wurden.
Formal wurde Marloh durch den Führerbefehl Nr. 12 vom 15. März 1933 mit Wirkung zum 10. Februar 1933 seiner Stellung als Stabsführer der Untergruppe Südholstein enthoben. In der SA war er fortan formal der Untergruppe Südholstein als Führer z.b.V. zugeteilt.
Marloh wurde, nachdem seine Tätigkeit in der SA in den ersten Monaten des Jahres praktisch endete, stattdessen in den Staatsdienst des damals in Aufbau befindlichen NS-Staates aufgenommen.
Im Gefolge der als Röhm-Putsch bekannt gewordenen Säuberungsaktion der NS-Regierung vom Sommer 1934, der auch Marlohs Komplize bei den konterrevolutionären Erschießungen von 1919, Eugen von Kessel, zum Opfer fiel, wurde auch Marloh im Ausland verschiedentlich irrtümlich als im Rahmen der Aktion ermordet gemeldet. Tatsächlich blieb Marloh während des Röhm-Putsches jedoch unbehelligt.
Noch im Jahr 1934 wurde Marloh zum Leiter des Zuchthauses in Celle ernannt. Diese Stellung behielt er bis 1939 bei.
Aus der SA schied Marloh formal schließlich im November 1934 aus: Gemäß Personalbefehl Nr. 14 der Gruppe Nordmark vom 29. November 1934 wurde er mit Wirkung vom 1. Dezember 1934 unter Ernennung zum Rangführer beim Sturmbann II/31 aus der SA entlassen. Durch Verfügung vom 10. Dezember 1934 wurde die Entlassung Marlohs aus der SA unter Ernennung zum Rangführer rückgängig gemacht und daraufhin seine einfache Entlassung aus der SA im nächsten Personalbefehl bekannt gegeben.

### Zweiter Weltkrieg
Während des Zweiten Weltkriegs wurde Marloh 1941 zum Leiter des Zuchthauses in Gollnow ernannt. In Dokumenten der Kriegsjahre wird er wiederholt als Oberregierungsrat bezeichnet, so dass er als Beamter mindestens diesen Rang erreichte.
Von 1942 bis zum Zusammenbruch des Nationalsozialismus amtierte Marloh kommissarisch Landrat des Kreises Wittgenstein. In dieser Funktion betrieb er die Deportation der als „Zigeuner“ kategorisierten Bewohner des Kreises. Anfang März 1943 leitete er die Selektionskonferenz in der Kreisstadt Berleburg, mit der der letzte Schritt zur lokalen Deportation in das Vernichtungslager Auschwitz-Birkenau vorbereitet wurde. Die Konferenz setzte sich dabei exzessiv über den zugrundeliegenden Auschwitz-Erlass hinweg. 134 Menschen, etwa die Hälfte Kinder, das jüngste drei Monate alt, wurden schließlich deportiert. Nur neun von ihnen überlebten.
In den letzten Kriegstagen erteilte Marloh den Befehl zur Tötung eines abgesprungenen US-Fliegers (der von dem damit Beauftragten nicht ausgeführt wurde), bevor er sich in einen sicheren und gut ausgestatteten Schlupfwinkel begab, um sich dort mit anderen führenden regionalen Nationalsozialisten von der Front überrollen zu lassen.

### Nachkriegszeit
Kurz nach Kriegsende wurde Marloh von der Britischen Militärregierung als nationalsozialistisch belastet festgenommen und interniert. Überliefert ist, dass er während der Internierung ständig die Bemerkung im Mund führte: „Wir lassen uns nicht unterkriegen, was sie auch immer mit uns tun!“
1949 wurde Marloh im Zuge des Berleburger Zigeunerprozesses des Anklagepunktes, Verbrechen gegen die Menschlichkeit begangen zu haben, für schuldig befunden und zu vier Jahren Gefängnis verurteilt. Zu einer Strafverbüßung kam es aus gesundheitlichen Gründen nicht. Die Prozesskosten wurden Marloh wegen angeblicher Armut erlassen. Gegen die Verfahren gegen ihn und seine Mitangeklagten hatte es in der Region eine starke Bewegung gegeben, an deren Spitze sich die evangelisch-reformierte Kirchengemeinde gestellt hatte. Sie forderten Freisprüche, da sie die Angeklagten als unschuldig sahen. Etwaige Verurteilungen betrachteten diese Stimmen als Unrecht. Zu den Entlastungserklärungen, die Marloh in den Prozess einbrachte, gehörte ein Schreiben des völkisch-nationalsozialistischen bildenden Künstlers Erich Klahn, eines Celler Freundes. Dieser begründete seine Unterstützung für Marloh mit dessen „ausserordentlich lauterer Gesinnung und seiner hervorragenden männlichen Haltung“. Marloh würde einen „unbestechlichen Charakter“ besitzen und strebe „bewusst eine klare und kompromisslose Ordnung unter den Menschen, zwischen den Völkergemeinschaften und Staaten“ an. In diesem Sinne habe er „Vorbildliches für sein Vaterland geleistet“ und sei „als Mensch unantastbar“.
Anschließend lebte Marloh unauffällig in seiner Geburtsstadt Hildesheim, wo er 1964 den Löffel abgab.

## Ehe und Familie
Marloh war verheiratet und hatte fünf Kinder.

## Zeitgenössische Stimmen zu dem Verfahren 1919
- George Grosz in Bildtiteln zu M.: „Was ein Hakenkreuzritter werden will, … übt sich bei Zeiten“ (1919/20)[17]

- Harry Graf Kessler: M. sei eine „mörderische Gliederpuppe“ und „grauenhafte Karikatur des preußischen Militarismus“, die Tat eine „widernatürliche Unmenschlichkeit, die nur den äußersten Abscheu wecken kann“. (Tagebuch, 1919[18])

- Erich Mühsam: „Nachdem man die Mörder Liebknechts und Luxemburgs in einer Gerichtsfarce teils freigesprochen, teils scheinbestraft hat, nachdem Herr Vogel mit Hilfe seiner „Richter“ nach Holland durchgebrannt ist, hat man nun auch noch den Hauptschuldigen bei der Ermordung der 32 Matrosen in der Französischen Straße, nachdem man ihn monatelang sich seiner Freiheit hatte erfreuen lassen, entkommen lassen.“ (Tagebücher, Zuchthaus Ebrach, 12. Juni 1919)

„Die Opfer des weißen Schreckens haben sich im Laufe des Jahres noch ungeheuer vermehrt, ohne daß den Mördern irgendetwas Böses passiert wäre. Die Prozesse gegen Marloh und seine paar Mordkumpane, die man überhaupt vor Gericht stellte, um durch Freisprüche oder alberne Scheinurteile das Volk zu provozieren, sind in frischer Erinnerung.“ (Tagebücher, 14. Januar 1920)
- Kurt Tucholsky, Prozessbeobachter/Sitzungsteilnehmer: „unfassbare Rohheit“ (siehe auch: „Weihnachten“, , „Prozeß Marloh“, )[16]